# 美羽
美羽（MIWA・みわ、7月7日）は、日本の俳優、歌手。本名非公開。
ディサイファ所属。

## 人物
北海道出身。血液型はA型。
アップフロントエージェンシー（現：株式会社アップフロントプロモーション）に所属し、MISCO名義で活動を開始。メロン記念日と共に、MELON GREETINGなどのイベントに参加し、ライブ活動も行う。
2009年、西野カナ『Make up』ミュージックビデオ出演
2009年、ソロシンガー・美羽（MIWA）として着うたサイト・mero.jpにて楽曲を配信開始。
四週連続1位～3位ランクイン、その後も上位をキープ、新曲総合ランキング1位をも獲得し話題になる。
2010年3月10日、ミニ・アルバム『RESET』でバウンディよりデビュー
。
全局29局音楽情報番組『メロｊｐでいこう！』レギュラー出演
2010年4月より、TOKYO MXで放送されていた音楽情報番組「Mero.jpミュージックChannel」にてレギュラー出演。
同時期に活動を再開した元メロン記念日・大谷雅恵（大谷雅恵 aka ひまわり名義）と共に都内を中心にLIVEイベントを行う。
2011年2月のLIVEを最後に歌手活動を休止。俳優活動開始。
2013年バリ島観光大使就任
バリ島観光大使をストーリーにした映画にて俳優デビュー

## 作品

### リリース
RESET（ミニアルバム・2010年3月10日発売）
- 作詞：木村隼人
- 作曲：浅倉大介(access)・木村隼人・小林英樹
- 編曲：Harry T & LA Duplex Boys

1. Lady Bird
2. 君と～My Boy～
3. Bye Bye Serious Love
4. LOVE&JOY
5. RESET

Milky Way（シングル・2010年8月4日 ※着うた限定配信）
- 作詞・作曲：木村隼人
- 編曲：Harry T & LA Duplex Boys

### TV
スーツ２(2020)CX
アライブ(2020)CX
中居正広の金曜日のスマイルたちへ！(2019)TBS 和田アキ子先輩歌手役

### CM
コンタクトのアイシティ
資生堂エリクシール　エリクシールルフレ「つや玉とKEANA」篇｜資生堂

### MV
西野カナ『Make up』

### VP
セールスフォース・ドットコム(2019)

### 短編映画
シマのないシマウマ

## 出演
- Mero.jpミュージックChannel（2010年4月～11月、TOKYO MX）